# Climat pannonien
Le climat pannonien caractérise les conditions climatiques habituelles de la plaine de Pannonie, en Hongrie, dans l'Est de l'Autriche (Burgenland), le Sud de la Slovaquie (Haute-Hongrie), le Nord de la Croatie (Slavonie) et de la Serbie (Voïvodine), et l'Ouest de la Roumanie (Banat et Crisanie).
Ce climat de type Dfa-Dfb aux étés chauds et secs, et aux hivers froids et neigeux, ne se distingue des autres variantes du climat continental d'Europe centrale que par l'habitude des géographes hongrois d'utiliser le qualificatif « pannonien » pour désigner, non seulement la Pannonie antique et ses territoires situés sur la rive droite du Danube, mais ce que les hydrographes appellent le « bassin du moyen-Danube » sur les deux rives du fleuve, aire géographique qui correspond à la « Hongrie historique » (történelmi Magyarország) dans son étendue médiévale (jusqu'en 1526) et austro-hongroise (jusqu'en 1918), ainsi que tout ce qui s'y rapporte (géologie, paléogéographie, formes de relief, cours d'eau, biodiversité, peuplement, traditions, patrimoine).